# Мајка Украјина
Мајка Украјина (укр. Україна-Мати), позната и као Мајка Отаџбина и Мајка Домовина, јесте монументална статуа унутар националног музеја Украјине у Другом светском рату код Кијева, у Украјини. Начињена је од нерђајућег челика, а дизајнирао ју је истакнути руски вајар и уметник Јевгениј Вучетич и архитекта Василиј Бородај. Изграђена је и отворена на Дан победе, 9. маја 1981. године. Висока је 62 метра, а надограђена је на највиши спрат музеја.
Статуа приказује Мајку Украјину, која у десној руци држи мач висок 16 метара, а у левој штит са приказом украјинског трозубца. До 2023, споменик је био познатији као Мајка Отаџбина, а на штиту је стојао грб Совјетског Савеза, да би 30. јула 2023. почело његово уклањање. Дана 6. августа, трозубац је званично постављен.
Око статуе се нижу мермерне плоче с уклесаним именима више од 11.600 војника и 200 радника проглашених за хероје Совјетског Савеза и хероје социјалистичког рада.